# Lucio Amanti

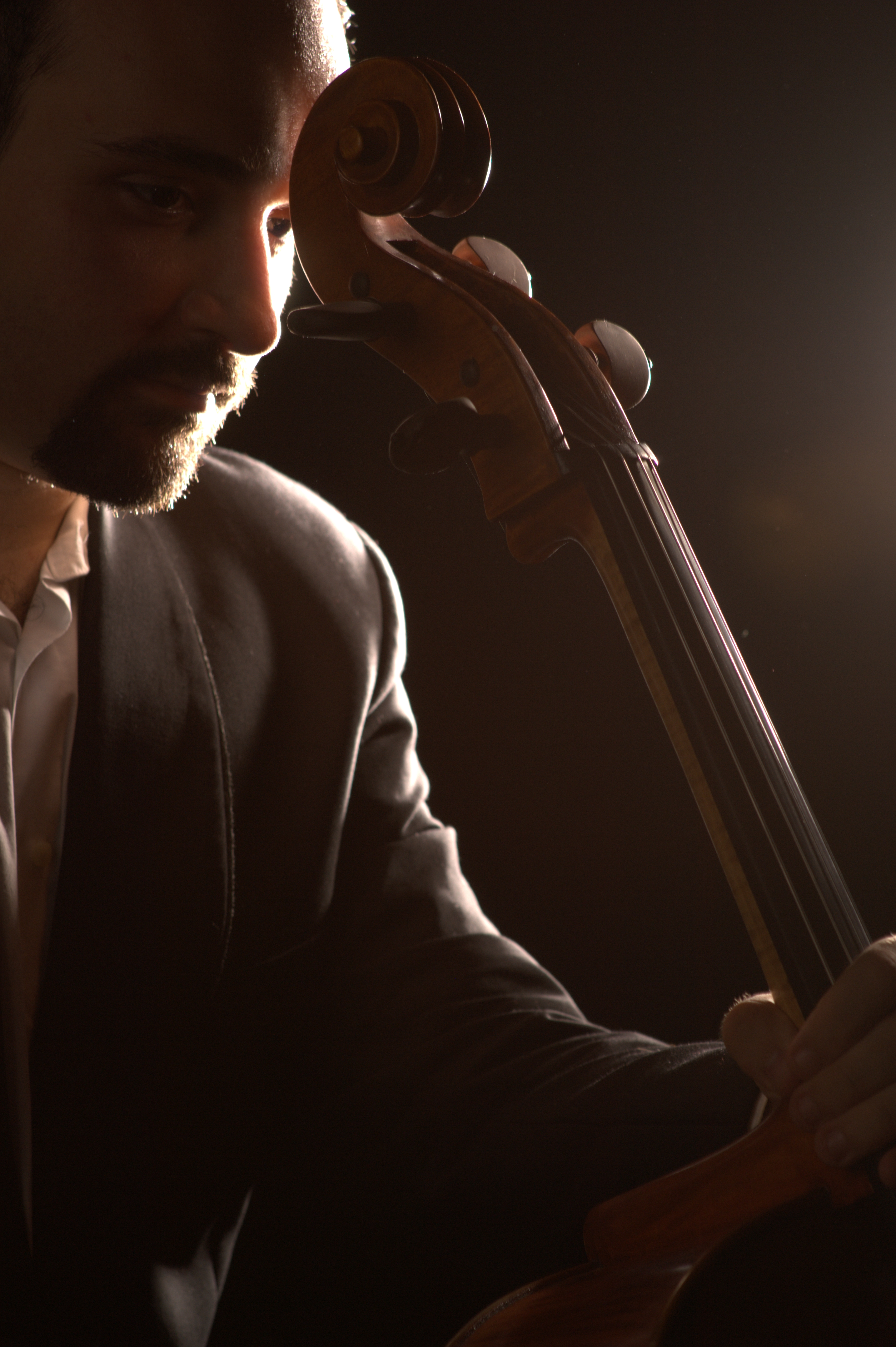
Lucio Amanti

Lucio Franco Amanti (* 14. November 1977 in Montreal) ist ein italienischer Cellist und Komponist.
Amantis Musik ist dadurch gekennzeichnet, dass er Jazz- und Popelemente in klassische Musikformen integriert.

## Leben und Werk
Amanti wurde in Montreal (Kanada) geboren. Seine italienischen Eltern beschlossen kurz nach seiner Geburt, nach Italien zurückzukehren. Dort erhielt Amanti mit 4 Jahren seinen ersten Klavierunterricht, mit 8 Jahren Cellounterricht, und ab dem neunten Lebensjahr begann er sein Studium am Konservatorium „San Pietro a Majella“ Neapel zuerst im Fach Cello, dann in Komposition.
Während seiner zehnjährigen Studien trat er als Solist und mit Orchester im italienischen Rundfunk (RAI) auf und ebenso an Veranstaltungsorten wie zum Beispiel dem Teatro San Carlo, der William Walton Foundation La Mortella (Ischia) und dem Festival von Ravello.
Als aktiver Komponist machte Amanti seine ersten Erfahrungen mit 19 Jahren, als er teilhatte an der „Komponisten-Werkstatt“, (auf Italienisch <Bottega di Composizione>): einer Gruppe von Kompositionsstudenten, die von dem gefeierten italienischen Komponisten Roberto De Simone gegründet wurde, dessen Arbeiten häufig in den größten Konzertsälen Italiens aufgeführt werden.
Im Jahre 2002 forderte der legendäre Cellist János Starker Amanti auf, bei ihm an der Indiana University Bloomington Jacobs School of Music in den USA zu studieren.
Nach einem Studium von zwei Jahren entschloss sich Amanti aufgrund seiner neu entdeckten Leidenschaft für Improvisation, seine Kenntnisse zu vertiefen und begann Komposition, Jazz und Improvisation bei dem Komponisten und Jazzpädagogen David Baker zu studieren.
Während dieser Zeit schrieb Amanti viele Kompositionen und Arrangements für verschiedene Ensembles, immer darauf bedacht, Grundlagen zu schaffen für einen Dialog zwischen Jazz und klassischer Tradition.
Nach seinem Universitätsabschluss 2006 mit sowohl einem Diplom in klassischem Cello wie auch einem Masterabschluss in Jazz, zog Amanti nach Berlin in Deutschland. Dort hatte er in Jazzclubs Auftritte als Solist und mit seinem Trio. Für kurze Zeit war er aufgrund einer ernsteren Armverletzung gezwungen, seine Karriere als Cellist ruhen zu lassen. Deshalb begann er für eine große Designerfirma und deren Team für Soundbranding in verschiedenen Funktionen zu arbeiten: als Creative Producer, musikalischer Berater und Komponist für Firmen wie Audi, Siemens, Deutsche Post und die Commerzbank, um nur einige zu nennen.
Wenige Jahre später begann Amanti wieder als Solist aufzutreten, bei Projekten, die ihm die Chance boten, die Bühnen des Jazzfestivals von Edinburgh, der Leverkusener Jazz Tage der Salle Cortot und der UNESCO in Paris zu betreten.
Seit 2010 wird der größte Teil seiner Musik von „Schott Music“ verlegt und von Musikern wie Eckart Runge Artemis-Quartett, Arnau Thomas (Casals Quartett) und dem Armida Quartett uraufgeführt.
Als Lehrer hat Amanti Unterricht in Komposition und Improvisation erteilt. Dies unter anderem auch am „Jazz-Institut Berlin“ und an der Indiana University Jacobs School of Music in Bloomington (Indiana) in den USA.

## Werke
Cello Solo
- Jazz Suite (Schott Music, CB 224)
- 20 Etudes, Steps to improvisation (Schott Music, ED 21599)

Violoncello und Klavier
- Jazz Sonata (Schott Music, CB 231)
- Jazz Sonata No. 2 (Schott Music, CB 260)

Zwei Celli
- Jazz Duets 1, 25 easy pieces in 1st position (Schott Music, ED 21598)
- Jazz Duets 2, 15 pieces in 1st - 7th position (Schott ED 21598)

Cello Quartet
- Kaleidoscope for 4 Cellos (Schott Music, ED 22835)

String Quartett
- String Quartett No. 1 for 2 Violins, Viola and Cello (Schott Music, ED 22242)
- ReSolUtio for 2 Violins, Viola and Cello, Echoes to Beethoven's Harp Quartet (Schott Music, ED 22674)

Cello und Big Band
- Afro Blue

Solo mit Orchester
- Pulcinella’s Secret for Piano solo and Orchestra.

## Diskographie
- Jazzcello (2008)[9]
- Solo Jazz (2010)[10]